# Agrypnus murinus
Agrypnus murinus је инсект из реда тврдокрилаца који припада фамилији скочибуба (Elateridae).

## Распрострањеност
Врста је распрострањена широм Европе, у источном Палеарктичком царству и на Блиском истоку. У Србији је бележена готово у свим деловима осим у југозападном делу земље. 

## Станиште
Овај инсект преферира отворене низијске и планинске пределе, углавном су то травната станишта попут ливада али се може срести и на отвореним шумским површинама, парковима, баштама и травњацима. У неким европским земљама појавиле су се у великом броју и постале су штеточине гајених биљака и усева. 

## Опис врсте
Одрасле јединке достижу дужину тела од 10 до 17mm. Тело им је сиво-браон боје са сивкастим тачкама и прекривено је густим длачицама. Ноге и антене су углавном црвенкасто до тамно браон обојене. 

## Животни циклус
Одрасле јединке се могу срести од краја априла до краја јула. Након парења женка полаже јаја у земљу из којих ће се касније развити ларве. Ларве су тамно-браон боје и током свог развића у земљи хране се корењем зељастих биљака претежно из породице трава (Poaceae), али могу се хранити и младицама дрвенастих биљака попут храста (Quercus spp.). Развој ларви траје око две године након чега, крајем лета, ларва метаморфозира у лутку. У развојном стадијуму лутке инсект презимљава до пролећа када одрасле јединке излазе из земље.